# 奧澤爾內 (新惠溫斯凱市鎮)
50°10′46″N 28°44′10″E / 50.17944°N 28.73611°E
奧澤爾內（羅馬化：Ozerne）是位於烏克蘭北部的鎮，由日托米爾州日托米爾區的新惠溫斯凱市鎮負責管轄，距離日托米爾15公里，始建於1959年，面積1.56平方公里，2012年人口5,839，人口密度每平方公里3,825.6人。
該鎮是烏克蘭空軍第39戰術航空旅的基地，故此有不少紀念空軍的碑像。

## 畫廊

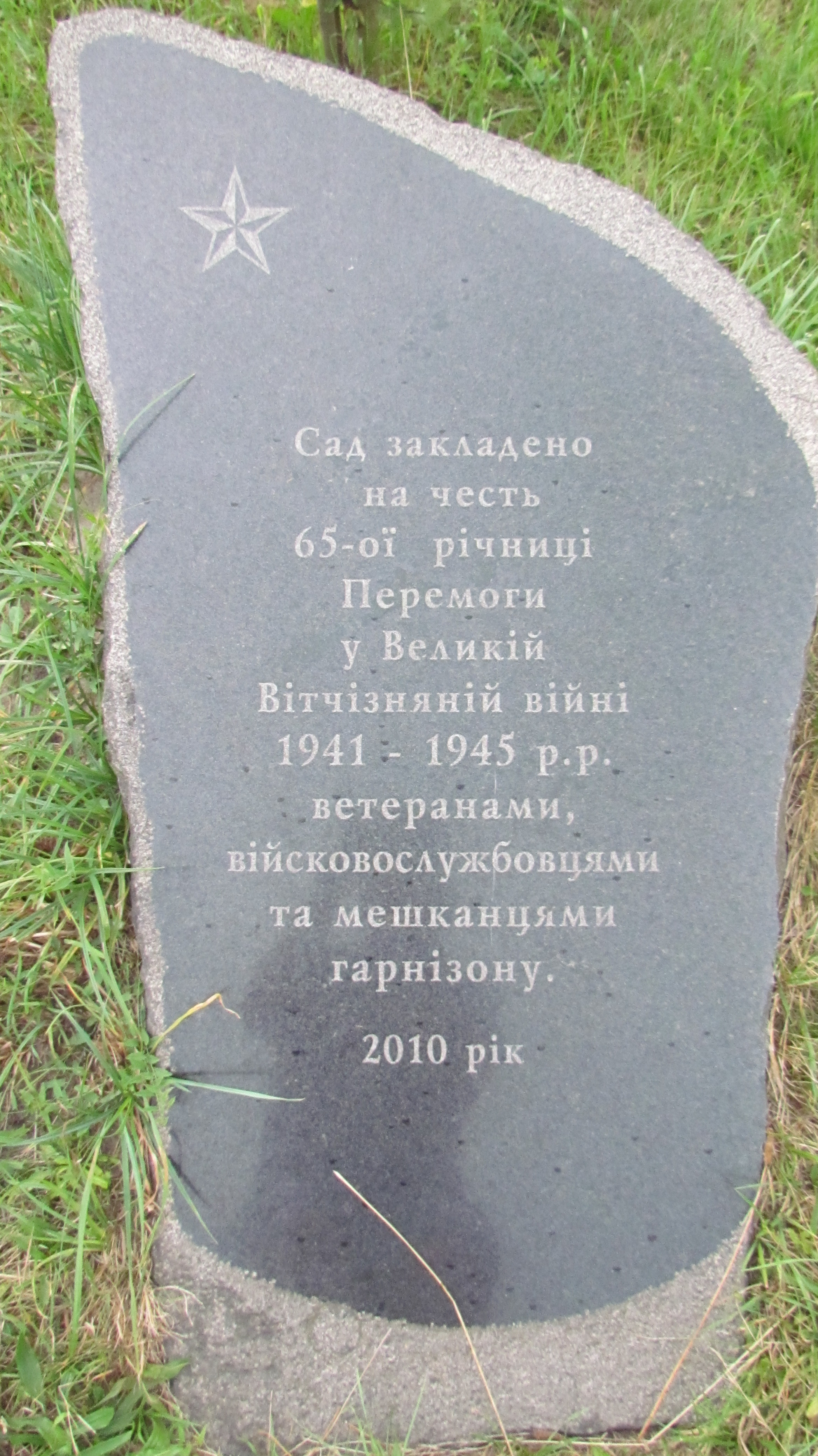
二次大戰勝利65周年的紀念碑
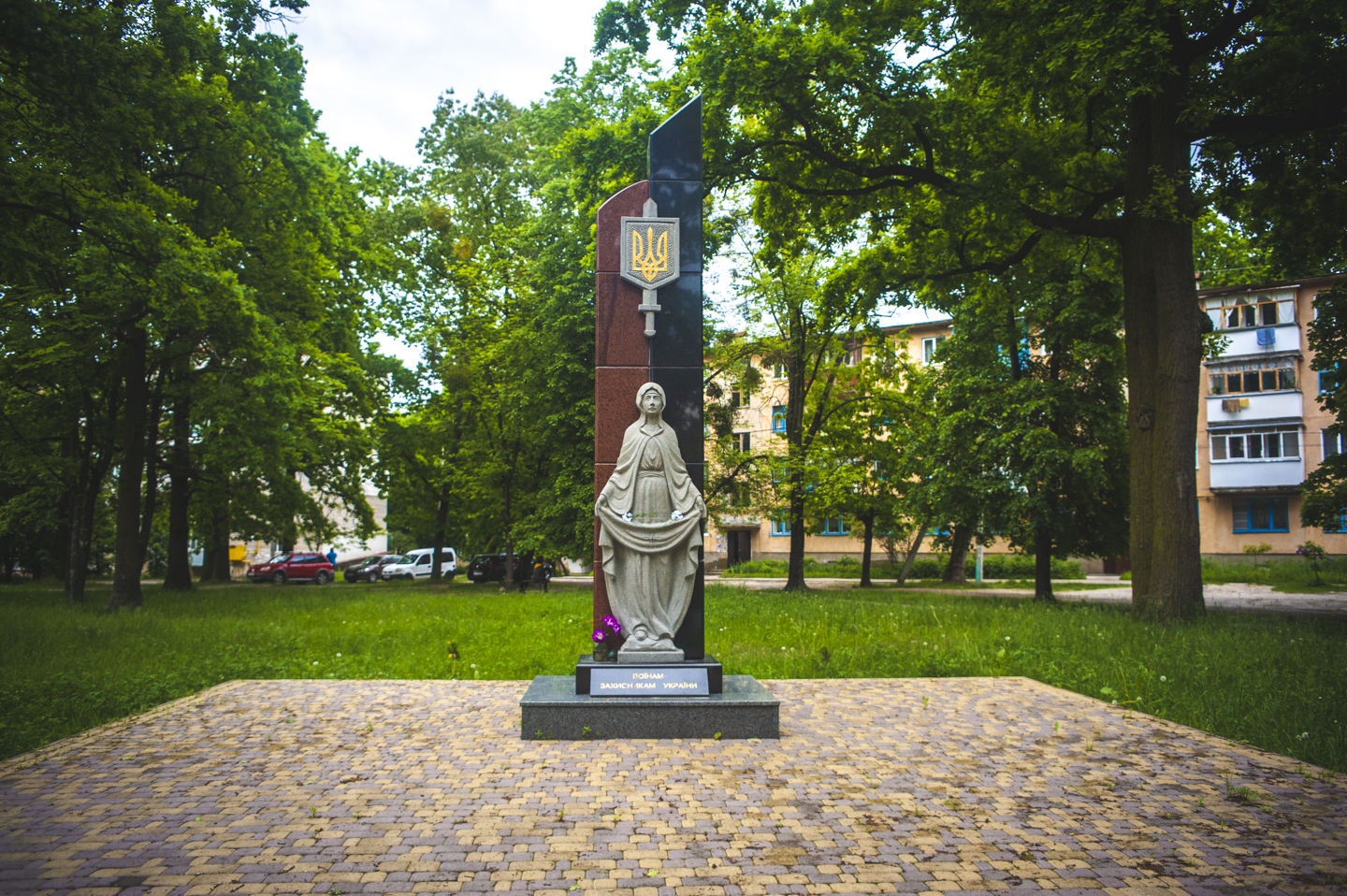
紀念烏克蘭眾士兵的碑像
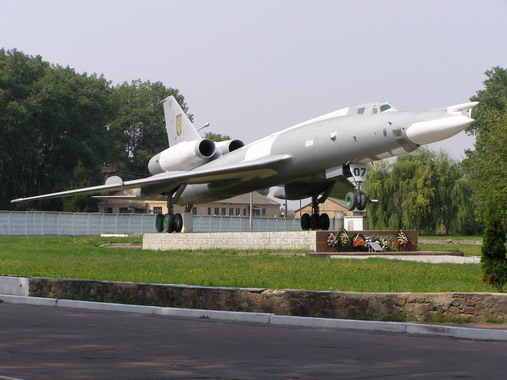
紀念第39戰術航空旅（烏克蘭語：39-та бригада тактичної авіації (Україна)）的碑
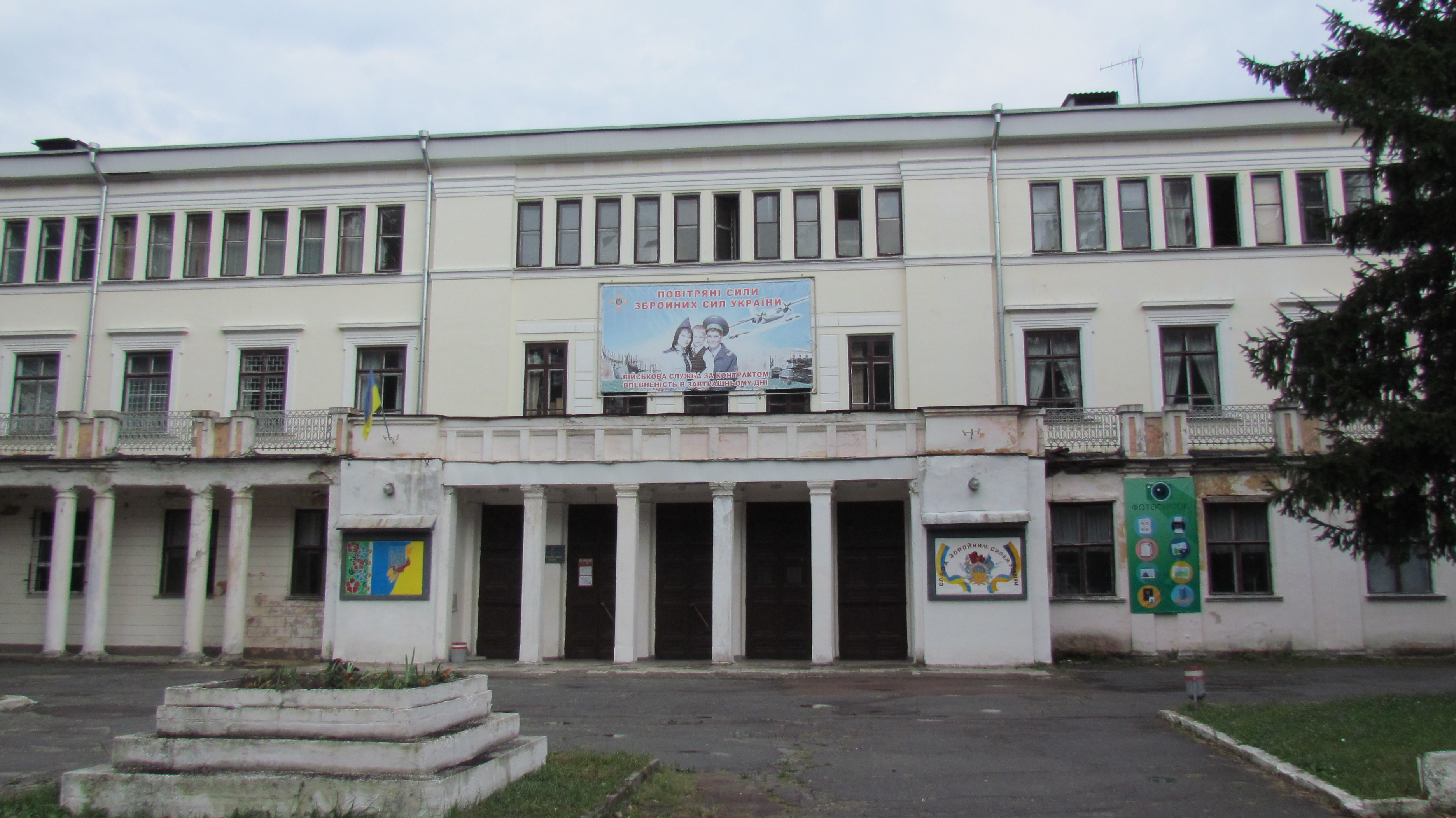
軍官的辦工室
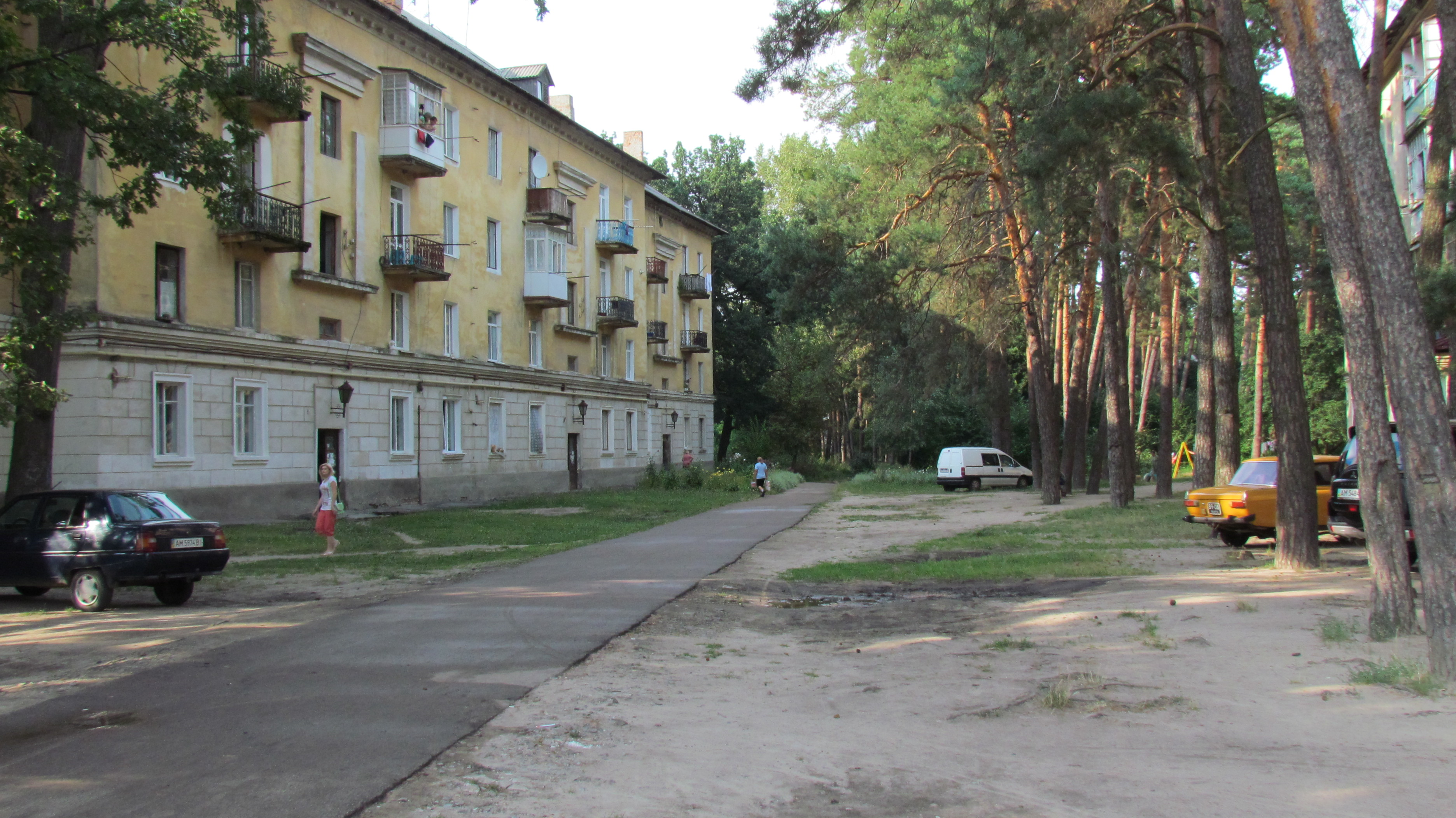
鎮內的住宅區